# Manataria hercyna
Espèce
Manataria hercyna est une espèce d'insectes lépidoptères (papillons) de la famille des Nymphalidae, de la sous-famille des Satyrinae et du genre Manataria.

## Dénomination
Manataria hercyna a été décrit par Jacob Hübner en 1821 sous le nom initial de Tisiphone hercyna.

### Sous-espèces
- Manataria hercyna hercyna ; présent au Brésil.
- Manataria hercyna daguana (Neustetter, 1929) ; présent en Équateur et en Colombie.
- Manataria hercyna distincta (Lathy, 1918) ; présent en Guyane.
- Manataria hercyna hyrnethia Fruhstorfer, 1912 ; présent en Bolivie, en Équateur, en Colombie et au Pérou.
- Manataria hercyna maculata (Hopffer, 1874) ; présent au Mexique et au Costa Rica[1].

### Nom vernaculaire
Manataria hercyna se nomme White-spotted Satyr en anglais.

## Description
Manataria hercyna est un grand papillon au dessus de couleur marron avec aux ailes antérieures une bande de taches blanches ovales séparant l'apex du reste de l'aile.
Le revers est marron avec un ocelle noir à l'apex des ailes antérieures et aux ailes postérieures une multitude de taches et de nombreux ocelles dont les deux proches de l'apex et le plus proche de l'angle anal sont noir et pupillés .

## Biologie
Manataria hercyna vole en Guyane durant la saison sèche en septembre-octobre.

### Plantes hôtes
Les plantes hôtes de sa chenille sont des bambous.

## Écologie et distribution
Chloreuptychia chlorimene est présent  au Mexique, au Costa Rica, en Colombie, en Équateur, en Bolivie,  au Pérou, au Brésil et en Guyane,.

### Biotope
Manataria hercyna réside en sous-bois.

### Protection
Pas de statut de protection particulier